# Шоссе 91 (Израиль)
Шоссе 91 (ивр. כביש 91‎ , англ. Highway 91) — израильское шоссе, ведущее с востока на запад в северной части Израиля. Длина шоссе 28 км, оно ведет от шоссе 90 через Голанские высоты до пересечения с шоссе 98.

## Достопримечательности
- Мемориал в Мишмар ха-Ярден
- Мост Бнот-Яаков
- Мемориал 188-й танковой бригады

## Перекрёсткииразвязки
| Километр | Название                                       | Тип | Расположение       | Пересечение дорог |
| -------- | ---------------------------------------------- | --- | ------------------ | ----------------- |
| 0        | ивр. צומת מחניים‎ (Перекрёсток Маханаим)        |     | Галилейский выступ | Шоссе 90          |
| 7        | ивр. צומת גדות‎ (Перекрёсток Гадот)             |     | Галилейский выступ | Шоссе 918         |
| 12       | ивр. צומת בית המכס‎ (Перекрёсток Бейт ха-Мехес) |     | Голанские высоты   | Шоссе 888         |
| 15       | ивр. צומת נשוט‎ (Перекрёсток Нашот)             |     | Голанские высоты   | Автодорога 9088   |
| 21       | ивр. צומת ללא שם‎ (Перекрёсток без имени)       |     | Голанские высоты   | Нефтяная дорога   |
| 22       | ивр. צומת השריון‎ (Перекрёсток ха-Ширион)       |     | Голанские высоты   | Шоссе 978         |
| 23       | ивр. צומת שיפון‎ (Перекрёсток Шифон)            |     | Голанские высоты   | Автодорога 9099   |
| 27       | ивр. צומת אביטל‎ (Перекрёсток Авиталь)          |     | Голанские высоты   | Автодорога 9881   |
| 22       | ивр. צומת זיוון‎ (Перекрёсток Зиван)            |     | Голанские высоты   | Шоссе 98          |